# Monstrum (virksomhed)
 Denne artikel omhandler en dansk virksomhed. Opslagsordet har også en anden betydning, se Uhyre.
Monstrum er en dansk virksomhed, der designer og bygger tematiske legepladser. Virksomheden blev etableret i 2003 og er efterfølgende kommet op på beskæftige 95 medarbejdere på deres værksted i Brøndbyerne i København. En del legepladser bygges til Danmark, men der er også en omfattende eksport til resten af verdenen.
Monstrum har specialiseret sig i unikke legepladser, der fortæller en historie, og som ofte udgør et karakteristisk element de steder, hvor de er opsat. For at aktivere børnene er legepladserne lavet til at klatre rundt på og i, ligesom legen naturligt vil afhænge af det lokale tema, for eksempel dyr, bygninger eller kæntrede skibe. Legepladserne er med undtagelse af rutsjebaner og klatrenet udført i træ.
Som eksempel på en af Monstrums legepladser kan nævnes Tårnlegepladsen i Fælledparken i København, der er udformet som modeller af fem af byens kendte tårne, Rundetårn, Rådhustårnet, Vor Frelsers Kirke, Børsen og Marmorkirken. Det blev blandt andet præmieret med Danish Design Award i 2012. Et andet eksempel er Rasmus Klumps Verden i Tivoli i 2010, der er inspireret af Carla og Vilhelm Hansens populære tegneserie. Hos Danmarks Jernbanemuseum i Odense har Monstrum bidraget med to legepladser. Indendørs finder man Børnebanegården, der er udformet med stationsbygning, kommandopost og tog, hvor børnene kan tage på rejse i fantasien. Udendørs er der opsat et damplokomotiv og et vandtårn, som børnene kan kravle rundt i og rutsje ned fra.